# Eifersuchtswahn
Der Eifersuchtswahn (auch Othello-Syndrom oder eheliche Paranoia) ist die wahnhafte Überzeugung von der Untreue des Lebenspartners. Benannt ist das Syndrom nach Othello, dem Helden des Shakespeare-Stücks Othello, der Mohr von Venedig, der erst seine vermeintlich untreue Gattin Desdemona erwürgt und anschließend sich selbst tötet.
Die Diagnose Eifersuchtswahn klingt zwar spektakulär, kommt aber als Krankheit eher selten vor.
Diese Form des Wahns tritt vor allem im Rahmen der Alkoholkrankheit auf, ist aber auch schon im Zusammenhang mit einem Schlaganfall (Apoplex) beschrieben worden. Auch kann Eifersucht der thematische Inhalt einer isolierten wahnhaften Störung sein. Aus dieser pathologischen Form der Eifersucht resultiert oftmals ein erhöhter Grad der Gewaltbereitschaft gegenüber dem der Untreue bezichtigten Menschen oder dessen Umfeld, was sich in Gewaltverbrechen äußern kann.
Bei der Borderline-Persönlichkeitsstörung ist eines der Haupt-Merkmale das „hektische Bemühen, tatsächliches oder vermutetes Verlassenwerden zu vermeiden“, das mit früher gerichtlich so genannter „krankhafter Eifersucht“ einhergeht.